# Karita Bekkemellem
Karita Bekkemellem, född 15 januari 1965 i Lillehammer är en norsk politiker från Arbeiderpartiet. Hon har suttit i Stortinget från 1989 till 2009.
Karita Bekkemellem var statsråd i Barne- og familiedepartementet i Stoltenbergs första regering 2000–01. I Jens Stoltenbergs andra regering var hon från 17 oktober 2005 till 18 oktober 2007 statsråd i Barne- og likestillingsdepartementet.